# تو همسایه من نیستی؟
همسایه‌ام نمی‌شی؟ (انگلیسی: Won't You Be My Neighbor?) فیلمی مستند به کارگردانی مورگان نویل است که در سال ۲۰۱۸ منتشر شد. از بازیگران آن می‌توان به فرد راجرز و یو-یو ما اشاره کرد.
این مستند به زندگی و فلسفه راهبر فرد راجرز، میزبان و خالق برنامه «همسایگی مستر راجرز» می‌پردازد.